# Old Lions Rugby Club
Old Lions Rugby Club es una institución deportiva argentina, cuya principal disciplina deportiva es el rugby masculino, la entidad también cuenta con las disciplinas de hockey, tenis, pádel, y un gimnasio. Tiene sede en la ciudad de Santiago del Estero y actualmente participa en el Torneo Regional del Noroeste. Es afiliado a la Unión Santiagueña de Rugby.

## Historia

### Fundación
Old Lions ha sido fundado un 29 de agosto de 1979 por un grupo de dirigentes con Roberto Luna y Julio Montenegro, a la cabeza. Ubicado en Avenida Pastor Mujica.

### Primer título
El 20 de agosto de 2023, Old Lions derrotó como visitante por 29-26 a Los Tarcos en la final y se consagró campeón por primera vez en su historia del Torneo Regional del NOA, campeonato que se disputa como tal en el noroeste argentino desde 1999.

## Palmarés
| Torneos oficiales            | Torneos oficiales |
| Competición                  | Títulos           |
| ---------------------------- | ----------------- |
| Torneo Regional del Noroeste | 2023.             |